# Ред-Ривер (колония)
Колония Ред-Ривер (англ. Red River Colony), также известная как поселение Селкирк (англ. Selkirk Settlement) или Ассинибойа — британская колония в Северной Америке, существовавшая с 1811-го по 1870-й годы. Эта территория была предоставлена графу Селкирку Компанией Гудзонова залива в качестве земельного гранта и находилась в южной части Земли Руперта. Колония включала в себя части современных канадских провинций и американских штатов: южную часть Манитобы, северную часть Миннесоты и восточную часть Северной Дакоты, а также небольшие участки земли на юго-востоке Саскачевана, северо-западе Онтарио и северо-востоке Южной Дакоты.

## История

### Основание колонии
Томас Дуглас родился и вырос в Шотландии. Когда он унаследовал титул графа и поместья Селкирков в 1799 году, то принял решение использовать своё влияние и деньги для создании колонии в Северной Америке. Во второй половине XVIII века в результате политики огораживания в Шотландии множество мелких фермеров оказались безземельными и Дуглас решил, что эмиграция в Америку будет единственным выходом, чтобы улучшить условия жизни бедных шотландцев. 
В 1801 года он заинтересовался долиной реки Ред-Ривер, части Земли Руперта, но только через 10 лет граф Селкирк смог осуществить свой замысел. В 1811 году Компания Гудзонова залива предоставила ему земельный грант на 300 000 км² в бассейне реки Виннипег. Территория будущей колонии располагалась в южной части торговой империи компании и была удобно расположена между обширными равнинами на западе, поставлявшими торговцам мясо и шкуры бизонов, и богатыми пушниной лесами, озёрами и реками на севере и востоке.
Под руководством Майлза Макдонелла, которого Селкирк назначил губернатором колонии, в июле 1811 года из Шотландии в Северную Америку была отправлена первая группа эмигрантов, которая прибыла на Ред-Ривер 29 августа 1812 года. Вторая группа присоединилась к ним в октябре того же года. Первые колонисты прибыли в основном из Северо-Шотландского нагорья, а также из Ирландии. По прибытии им были выделены участки земли вдоль реки Ред-Ривер к северу от устья реки Ассинибойн. Новая колония получила официальное название Ассинибойа.
В 1813 году планировалось прибытие новых иммигрантов, но из-за вспышки лихорадки они прибыли только в июне 1814 года. Из-за неурожаев и растущего населения колонии, Макдонелл издал Пеммикановую прокламацию в январе 1814 года, согласно которой запрещался вывоз продовольствия из поселения. Действия первого губернатора Ред-Ривер втянули колонию в конфликт с Северо-Западной компанией, который продолжался 7 лет.

### Конфликт между компаниями
В начале XIX века на западе Канады началась жёсткая конкуренция между Компанией Гудзонова залива и Северо-Западной компанией за доминирование в торговле пушниной. Владельцы компаний пытались договориться между собой, но так и не пришли к какому-либо соглашению. Образование сельскохозяйственной колонии Ред-Ривер сделало Компанию Гудзонова залива независимой от прибыльной торговли пушниной и Северо-Западная компания не могла с ней конкурировать. Издание Пеммиканской прокламации Макдонеллом подтолкнуло работников Северо-Западной компании и их союзников метисов к нападению на форт Дуглас в 1815 году, который принадлежал конкурентам. В результате нападения около 150 поселенцев Ред-Ривер, включая Макдонелла, попали в плен, а сам форт был разрушен.
В том же году новым губернатором колонии был назначен Роберт Семпл. Северо-Западная компания снова вступила в переговоры с Компанией Гудзонова залива, но Селкирк отклонил все предложения конкурентов. В следующем году Семпл и 20 других поселенцев Ред-Ривер были убиты в стычке при Севен-Оукс, и поселение оказалось заброшено. Селкирк набрал новых поселенцев и приступил к созданию военного отряда, сформировав его из недавно уволенных солдат. Он захватил форт Уильям, штаб-квартиру Северо-Западной кампании, и взял в плен несколько её работников. После прибытия Селкирка в колонию её положение улучшилось, особенно после того, как ему удалось уладить все претензии индейцев и метисов. Он заключил мирный договор с равнинными кри, ассинибойнами и равнинными оджибве, племенами, входившими в Железную конфедерацию. В период с 1817 по 1820 год Селкирк направил все имеющиеся у него ресурсы на улучшение своего колониального предприятия, и, по иронии судьбы, именно смерть Селкирка весной 1820 года положила конец агрессии Северо-Западной компании против его колонии. 21 марта 1821 года две крупные конкурирующие компании под давлением британского правительства были вынуждены объединиться.

### Развитие колонии

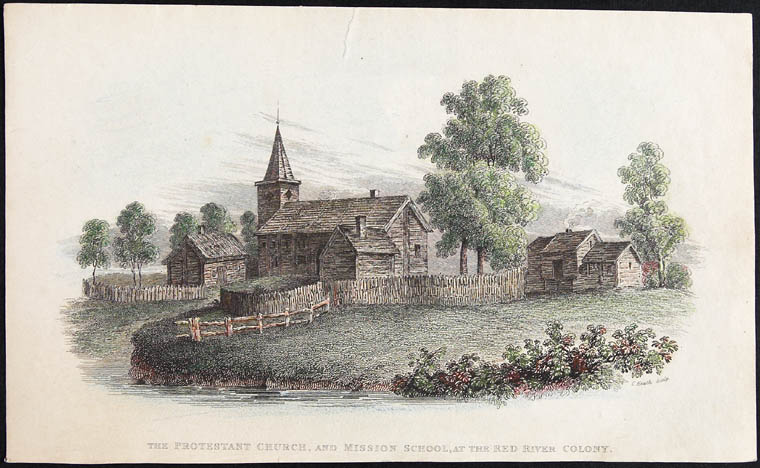
Протестантская церковь и миссионерская школа, колония Ред-Ривер, ок. 1820–1840 гг.

В 1818 и 1819 годах колония подверглась нашествию саранчи, а в 1826 году величайшее из известных наводнений на реке Ред-Ривер практически уничтожило поселение. После смерти Селкирка в 1820 году Ред-Ривер управляли его наследники, стремившиеся сократить расходы на поселение и более не привлекавшие новых европейских иммигрантов. Рост населения в колонии происходил в основном за счёт переселения в неё торговцев пушниной и их семей из числа метисов и индейцев, и в 1825 году численность поселенцев в Ред-Ривер достигла 2000 человек. 4 мая 1836 года колония была официально передана семьёй Селкирка Компании Гудзонова залива.
Население колонии продолжало расти в основном за счёт метисов. Несмотря на постоянные конфликты из-за религии и языка, в Ред-Ривер сформировалось многонациональное сообщество. Компания Гудзонова залива пыталась контролировать торговлю, но после неудачи в 1849 в деле Пьера Гийома Сайера, её работникам пришлось конкурировать с независимыми торговцами.
Начиная с 1839 года группы торговцев-метисов проезжали более 800 км на повозках, запряжённых волами, до Сент-Пола, чтобы обменять меха и шкуры бизонов на предметы домашнего обихода. К 1858 году по этому маршруту курсировали около 600 повозок, перевозивших сотни тонн груза. Независимые торговцы построили несколько магазинов, отелей и салунов недалеко от Форкса, создав ядро будущего Виннипега. Перепись 1856 года насчитывала в колонии 6523 человека и включала упоминания о 922 домах, 1232 конюшнях, 399 амбарах, 17 школах, 56 магазинах, 16 ветряных мельницах, девяти церквях, девяти водяных мельницах и одной тюрьме.
В 1867 году была образована Канадская конфедерация, а на следующий год Компания Гудзонова залива уступила большую часть своих владений в Северной Америке доминиону Британской империи. Договор 1868 года о Земле Руперта планировал передачу этих земель Канаде 1869 году, но был реализован лишь на следующий год после уплаты 300 000 фунтов стерлингов Компании Гудзонова залива. В мае 1870 года парламентом Канады был принят Манитобский акт, согласно которому колония Ред-Ривер вошла в состав Канадской конфедерации как провинция Манитоба, а французский и английский языки признавались равноправными на её территории.

## Губернаторы колонии

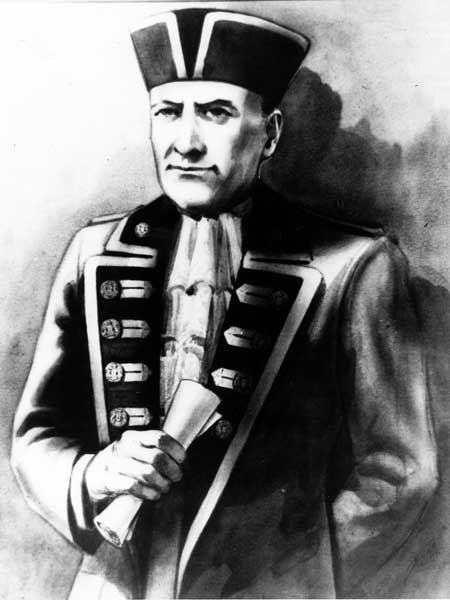
Майлз Макдонелл, первый губернатор Ред-Ривер

В период с августа 1812 года по июль 1870 года следующие люди были губернаторами Ред-Ривер:
| Период                    | Губернатор                 |
| ------------------------- | -------------------------- |
| август 1812 — июнь 1815   | Майлз Макдонелл            |
| июнь 1815 — июнь 1816     | Роберт Семпл               |
| август 1816 — июнь 1822   | Александр Макдоннелл       |
| июнь 1822 — июнь 1823     | Эндрю Балджер              |
| июнь 1823 — июнь 1825     | Роберт Паркер Пелли        |
| июнь 1825 — июнь 1833     | Дональд Маккензи           |
| июнь 1833 — июнь 1839     | Александр Кристи           |
| июнь 1839 — июнь 1844     | Данкан Финлейсон           |
| июнь 1844 — июнь 1846     | Александр Кристи           |
| июнь 1846 — июнь 1847     | Джон Фоллиотт Крофтон      |
| июнь 1847 — июнь 1848     | Джон Гриффитс              |
| июнь 1848 — июнь 1855     | Уильям Блеттерман Колдуэлл |
| июнь 1855 — сентябрь 1859 | Фрэнсис Годшолл Джонсон    |
| сентябрь 1859 — июль 1870 | Уильям Мактавиш            |